# Língua bardi
Bardi (ou baardi, baard) é uma língua de aborígenes australianos que está seriamente ameaçada de extinção. É
da família das línguas nyulnyulanas, sendo mutuamente inteligível com o dialeto Jawi e outros. É falada pelo povo Bardi na ponta da península Dampier e nas ilhas vizinhas (ao norte de Broome (Austrália Ocidental), no noroeste da Austrália). Existem poucos falantes fluentes no século XXI, mas esforços estão sendo feitos para ensinar a língua e a cultura Bardi em pelo menos uma escola.

## História
Antes da colonização europeia no final do século XIX, o tamanho da população falante da língua é estimado em cerca de 1.500 pessoas, com essencialmente toda a comunidade falandobardi. Desde então, a população étnica aumentou em número (agora contém cerca de 2.000 pessoas), mas é essencialmente monolíngue em inglês hoje (com apenas as poucas pessoas mais velhas ainda fluentes em bardi). As estimativas variam quanto ao número de falantes bardi fluentes restantes, mas muitas pessoas de meia-idade ainda podiam entender o idioma, e alguns deles podiam falá-lo em um grau limitado.
A língua e a cultura são ensinadas na Escola Católica Cristo Rei na comunidade de Djarindjin pelo homem bardi/jabirr  Vincent McKenzie, que cresceu falando bardi.

## Classificação
Bardi é um membro do ramo ocidental das línguas nyulnyulanas.
De acordo com R. MW Dixon (2002), Bardi tem Inteligibilidade mútua com os seguintes dialetos: Jawi, Nyulnyul, Djabirr -Djabirr , Ngumbarl e Nimanburru. [[Ethnologue] (2006) trata todos, exceto Ngumbarl como línguas distintas, e esta visão é apoiada por aqueles linguistas que trabalharam com as línguas, incluindo Claire Bowern e William McGregor. É também a visão dos alto-falantes Bardi.
Gerhardt Laves passou algum tempo na Ilha do Domingo no final dos anos 1920 e registrou materiais textuais totalizando mais de 1000 páginas, e a documentação constante progrediu desde o final dos anos 1960. Em 2012, uma extensa gramática de referência foi escrita por [[Claire Bowern e publicada por De Gruyter Mouton.

## Documentação
Há uma documentação considerável da língua Bardi, mas a maior parte dela não publicada. Os primeiros trabalhos sobre a linguagem, embora agora perdidos, datam da década de 1880. Os primeiros registros sobreviventes são do início do século XX.

## Escrita
O alfabeto latino usdo pela língua é bem limitado em quantidade deletras. Só há as vogais A, I, O. Entre as consoantes não há C, F, H, J, K, P, Q, S, T, V, X, Z. Usam-se as formas Ly, Ng, Ny, Rr, Rd, Rl, Rn.

## Fonologia

### Consoantes
Bardi contém 17 fonemas em seu inventário consonantal, em cinco lugares de articulação e cinco modos de articulação. Não há fricativas ou distinções de voz entre as consoantes de Bardi.
|           | Bilabial | Alveolar | Retroflexa | Lamino-Palatal | Velar  |
| --------- | -------- | -------- | ---------- | -------------- | ------ |
| Oclusiva  | p ⟨b⟩    | t ⟨d⟩    | ʈ ⟨rd⟩     | c ⟨j⟩          | k ⟨g⟩  |
| Nasals    | m        | n        | ɳ ⟨rn⟩     | ɲ ⟨ny⟩         | ŋ ⟨ng⟩ |
| Lateral   |          | l        | ɭ ⟨rl⟩     | ʎ ⟨ly⟩         |        |
| Vibrante  |          | r ⟨rr⟩   |            |                |        |
| Semivogal |          |          | ɻ ⟨r⟩      | j ⟨y⟩          | w      |

As plosivas são surdas, inicial e finalmente, e geralmente sonoras em outros locais. Intervocalicamente, as plosivas costumam ser fracamente lenizadas para aproximantes. Isso é distinto dos processos morfo-fonológicos envolvendo lenição que ocorrem no sistema morfológico, como em alomorfos do caso locativo ( -goon ~ -yoon ~ -oon ).

### Vogais
|         | Anterior       | Central | Posterior    |
| ------- | -------------- | ------- | ------------ |
| Fechada | i [i], ii [iː] |         | oo [u], [uː] |
| Medial  |                |         | o [o]        |
| Aberta  | a [a], a [aː]  |         |              |

Bardi tem um inventário fonêmico vocálico incomum. É um sistema de sete vogais, com vogais periféricas longas e curtas (/ i /, / a / e / u /) e / o /, que é curto. Vogais curtas são usadas com muito mais frequência do que vogais longas, exceto / o /, a qualidade de vogal menos comum em Bardi.
Como esperado para línguas com poucas qualidades vocálicas, a variação alofônica é extensa, embora vogais longas tenham uma realização mais estável. / a / é provavelmente a vogal mais variável, variando de [æ] a [ɒ], inteiramente da frente para trás. / aː / é mais consistentemente realizado como [ɑː]. / i /, / u /, / uː / são geralmente um mais baixo [ɪ] e [ʊ ~ o (ː)], com / iː / sendo mais próximo da vogal cardinal. Finalmente, / o / é mais frequentemente percebido como [ɔ].
Embora de outra forma bastante semelhante à das línguas nas mais conhecidas línguas pama-nyungan, a ortografia de Bardi é excepcional na transcrição de ambas as vogais com verso alto como 'oo' em vez de ' você'. Essa convenção é típica de outras línguas Kimberly, como  Gooniyandi e miriwoong. Embora se possa suspeitar que esta profundidade ortográfica pode levar a dificuldades de comunicação, / uː / é de longe a vogal menos comum na língua e tem pouca carga funcional.

### Sílabas
Bardi não permite encontros consonantais no início de palavras, exceto em palavras emprestadas de outras línguas. Um agrupamento de duas consoantes é permitido na coda. Dito isto, "dentro de uma coda de sílaba, a única possibilidade é / l /, / ɻ /, ou / r / seguida por uma nasal que é homorgânica com o seguinte stop."

### Tonicidade
A tonicidade é demarcativa em Bardi.
O modelo silábico de Bardi (C) V (L) (C); A tonicidade é bem marcante.
A tonicidade primária em Bardi é sempre atribuído à primeira sílaba, e todas as palavras de Bardi recebem esse destaque. Na verdade, a tônica primária até recai sobre a sílaba inicial de palavras emprestadas que colocavam a sílaba tônica em outro local em sua língua de origem.
A tonicidade por si só nunca distingue entre pares mínimos em Bardi.

## Morfologia
Bardi é altamente afixal, contendo tanto morfemas derivacionais e flexionais.
Existem quatro classes principais de palavras em Bardi: nominais, raízes verbais, preverbos e partículas. Essas classes são definidas de acordo com suas habilidades para combinar com outras palavras e flexionar. Com relação ao seu posicionamento entre essas duas medidas (ou seja, distributiva e flexional), "todas as quatro classes de palavras primárias podem ser distinguidas em critérios de distribuição e três das quatro também podem ser distinguidas em critérios flexionais."

### Morfologia nominal

#### Derivacional
Os substantivos podem ter apenas um único sufixo derivacional, pois Bardi não permite a derivação múltipla. Pouco da morfologia derivacional de Bardi é produtiva. O morfema derivacional mais comum em Bardi é o sufixo. Esse morfema se anexa ao final de um substantivo para denotar uma pessoa fortemente associada a essa área ou que atingiu um nível de especialização nela. Por exemplo joornk significa 'velocidade', enquanto joornkiidi significa uma pessoa que é especialista em velocidade (ou seja, um corredor super rápido). Da mesma forma, jawaliidi, a palavra de Bardi para um contador de histórias, é derivada quando este sufixo é anexado ao jawal, que significa 'história'. Apesar de sua frequência de uso, -iidi não é produtivo e só pode ser aplicado a certos substantivos (embora não apareça qualquer sistematicidade governando  quais  substantivos permitem e não permitem sua aplicação).
Além de -iidi, existem cerca de 20 outros morfemas derivacionais nominais em Bardi. Vários são exibidos na tabela abaixo.
| + Morfemas Nominais Derivacionais | Morfema               | Morfema                                                        | Exemplo |
| Sufixo                            | Função                |                                                                | Exemplo |
| al}}                              | indefinido / adjetivo | ool-al \| água-INDF \| 'aguado, gelo derretido' }}             |         |
| jin}}                             | grupo plural          | nyoongoorl-jin \| {pessoa idosa} -GROUP \| 'pessoas idosas' }} |         |
| (g) arda}}                        | privativo             | iil-arda \| dog-PRIV \| 'sem cães' }}                          |         |
| ngarr (a)}}                       | nos pontos cardeais   | ardi-ngarra \| norte-SENTIDO \| 'ao norte' }}                  |         |

#### Morfologia do caso nominal
Substantivos em Bardi também costumam flexionar para o caso. A marcação de maiúsculas e minúsculas é frasal, pois sempre ocorre no elemento inicial do sintagma nominal. Não há nenhuma maneira adicional em que o caso seja representado na frase (Bardi é incomum a esse respeito).
Casos essenciais são aqueles capazes de acionar a marcação de concordância no verbo; assim, os marcadores de caso central indicam relações de argumento dentro de uma cláusula. Em Bardi, há três casos centrais: ergativo, absolutivo e instrumental.
Os substantivos em Bardi são marcados pelo caso ergativo quando são sujeitos de um verbo transitivo. Os assuntos ergativos não precisam ser animados ou pessoais; por exemplo,  gaara significando 'o mar,' pode receber o marcador de caso ergativo nim e assim se tornar gaaranim.
Os substantivos em Bardi assumem o caso absolutivo quando aparecem como sujeito de um verbo intransitivo ou como objeto (direto ou indireto) de um verbo transitivo. Substantivos que recebem o caso absoluto não são marcados.
Quando a construção do aplicativo os promove ao objeto do verbo, os substantivos instrumentais podem receber concordância de caso no verbo, satisfazendo assim a condição primária de um caso central. Nesses casos, o marcador de caso instrumental ( -nga  ou  -na ) denota que o substantivo é o instrumento ou o meio pelo qual uma ação foi realizada. Os instrumentos são sempre inanimados; se animados, eles receberiam o caso ergativo (ou comitativo).
| + Casos principais | Caso        | Forma |
| Ergativo           | - nim       |       |
| Absolutivo         | - ø         |       |
| Instrumental       | - nga ~ -ng |       |

Bardi também usa marcadores de caso locativos para indicar relações espaciais envolvendo localização, movimento e direção. Os sufixos usados para denotar esses casos locais estão listados na tabela a seguir.
| + Casos locativos | Caso                  | Forma |
| Locativo          | - goon ~ -oon ~ -on   |       |
| Alativo local     | - goondarr            |       |
| Alativo           | - ngan                |       |
| Ablativo          | - vá ~ -o             |       |
| Lativo            | - gony (i) ~ -ony (i) |       |
| Direcional        | - madan               |       |
| Paerlativo        | - jarr                |       |
| Topônimo Locativo | - i                   |       |

### Morfologia verbal
A morfologia verbal em Bardi é "quase aglutinativa", na medida em que grande parte da morfologia pode ser dividida em segmentos. . It is also entirely [[Inflectional morphemes|inflectional, with the exception of a single affix with derivational properties.
| (Preverbo) Prefixos-RAIZ-Sufixos = Clíticos |

Os predicados verbais simples Bardi consistem em um verbo flexionado com prefixos que indicam número e pessoa. Sufixos e clíticos são opcionais. Predicados verbais complexos apresentam adicionalmente um preverbo não flexionado antes da raiz. Um prefixo indicando pessoa é encontrado em todos os verbos flexionados. Além de conter este prefixo, os verbos flexionados podem conter até dez prefixos e sufixos adicionais que indicam "transitividade, tempo, aspecto, aplicativos e derivação reflexiva / recíproca."
Dois exemplos de afixação flexional em predicados verbais simples podem ser vistos abaixo.
| Exemplo # 1                | Exemplo # 2                                         |
| -------------------------- | --------------------------------------------------- |
| 3-PST-rir\|‘ele/ele riu’}} | 3-PST-rir-REM.PST\|‘ele/ela riu (há muito temo))’}} |

### Outros processos morfológicos
Embora Bardi seja altamente afixado, ele também utiliza outros processos morfológicos, incluindo [[reduplicação, infixação e composição.
entrar<REDUP/ITR infixaçãon>
'para entrar repetidamente'}}
A reduplicação verbal em Bardi é usada principalmente para funções iterativas, caso distributivo-temporal ou pluracional. A reduplicação iterativa de um verbo marca que sua ação é repetitiva (como visto abaixo). Reduplicar um verbo também pode marcar que a ação é distributiva ou feita várias vezes por várias partes. A pluracionalidade, ou múltiplas partes envolvidas na  mesma  ação, também é indicada por meio de reduplicação verbal.
Bardi emprega o processo morfológico de composição. 
jamoogamardaanim
jamoo- gamarda- nim
pai da mãe – mãe da mãe- ERG
avós’
 Jamoo  significa  pai da mãe' e  gamarda  significa  mãe da mãe.' Os dois são combinados para formar  jamoogamardaanim , que significa 'avós'. Esse mesmo processo é visto em ação na maioria dos termos de parentesco de Bardi.

## Sintaxe

### Ordem das Palavras
Bardi tem [[ordem livre de palavras governada pela estrutura de informação.
Considere a frase “Inanggagaljin baawanim mayi aamba,” que é ordenada V-S-DO-IO:
Verbo Sujeito {Objeto Direto} Objeto Indireto
I-na-ng-ga-gal-trazer-REC.PST = 3MIN.IO criança-ERG tucker homem
'A criança trouxe tucker (comida) para o homem.'}}
Além da construção acima, todas as outras permutações desta frase também são possíveis:
- Baawanim inanggagaljin mayi aamba
- Baawanim inanggagaljin aamba mayi.
- Baawanim mayi inanggagaljin aamba.
- Aamba inanggagaljin mayi baawanim.
- Aamba mayi inanggagaljin baawanim.
- Aamba inanggagaljin baawanim mayi.
- Mayi inanggagaljin baawanim aamba.
- Mayi baawanim inanggagaljin aamba.
- Mayi inanggagaljin baawanim aamba.
- Mayi inanggagaljin aamba baawanim.
- Inanggagaljin aamba baawanim mayi.
- Inanggagaljin mayi baawanim aamba. (etc.)

#### Outras preferência
Embora Bardi tenha [[ordem livre de palavras, existem algumas preferências de ordenação. Essas preferências são baseadas em princípios de “pragmática, aterramento e foco”.
Frequentemente, os constituintes são localizados 1) cláusula - inicialmente ou 2) cláusula - finalmente com base em sua relevância contextual.
1. Os constituintes do foco são geralmente iniciais da cláusula. Esses constituintes incluem informações com foco contrastivo, bem como informações que são novas.
2. Tópicos não omitidos - informações antigas, mas reintroduzidas - geralmente são finais de cláusula. Em Bardi, tópicos que persistem no discurso costumam ser omitidos nas frases que seguem sua introdução inicial. No entanto, se um tópico antigo for aberto, ele pode ser reintroduzido na frase - nesse caso, ele geralmente estará localizado na posição final da oração.[24]